# Duo Normand
Duo Normand – kolarski wyścig jazdy indywidualnej na czas parami, organizowany co roku w Normandii. Zalicza się do cyklu UCI Europe Tour i ma kategorię 1.1. Ta dwójkowa czasówka po raz pierwszy zorganizowana została w 1982 roku, jako wyścig amatorski. W 1987 roku imprezę otwarto dla zawodowców. Wyścig rozgrywa się na dystansie większym niż 54 kilometry, od 2006 roku 54,3 km.
Najwięcej triumfów ma na swoim koncie Chris Boardman.

## Lista zwycięzców
| Rok  | 1. miejsce                             | 2. miejsce                           | 3. miejsce                            |
| ---- | -------------------------------------- | ------------------------------------ | ------------------------------------- |
| 1982 | Philippe Bouvatier Bruce Péan          |                                      |                                       |
| 1983 | Brian Holm Jack Olsen                  |                                      |                                       |
| 1984 | Christophe Gicquel Christophe Bachelot |                                      |                                       |
| 1985 | William Pérard Jacques Dutailly        |                                      |                                       |
| 1986 | Jack Olsen Peter Gilling               |                                      |                                       |
| 1987 | Thierry Marie Gérard Rué               | Richard Vivien Laurent Bezault       | Bernard Richard Roland Leclercq       |
| 1988 | Thierry Marie Philippe Bouvatier       | Peter Verbeken Bart Leysen           | Atle Kvålsvoll Olaf Lurvik            |
| 1989 | Romes Gajnetdinov Pawieł Tonkow        | Richard Vivien Jean-Louis Harel      | Paul Haghedooren Rob Harmeling        |
| 1990 | Dmitrij Vasil'čenko Jurij Manujlov     | Francis Moreau Laurent Pillon        | Michel Cargnello Jean-Luc Tasset      |
| 1991 | Vjačeslav Džavanjan Andrei Teteriouk   | Jan Karlsson Björn Johansson         | Thierry Gouvenou Christophe Capelle   |
| 1992 | Gianfranco Contri Luca Colombo         | Jan Karlsson Glenn Magnusson         | Marcel Wüst Jean-Philippe Dojwa       |
| 1993 | Chris Boardman Laurent Bezault         | Pascal Lance Eddy Seigneur           | Jan Karlsson Magnus Knutsson          |
| 1994 | Gianfranco Contri Cristian Salvato     | Fabian Jeker Beat Meister            | Peter Verbeken Marc Streel            |
| 1995 | Emmanuel Magnien Stéphane Pétilleau    | Pierre-Henri Menthéour Francis Urien | Jean-Louis Harel Grégoire Balland     |
| 1996 | Chris Boardman Paul Manning            | Jean-François Anti Stéphane Cueff    | Pascal Lance Marek Leśniewski         |
| 1997 | Henk Vogels Cyril Bos                  | Eddy Seigneur Andrea Peron           | Pascal Lance Marek Leśniewski         |
| 1998 | Magnus Bäckstedt Jérôme Neuville       | Carlos Da Cruz Guillaume Auger       | Francis Moreau David Millar           |
| 1999 | Chris Boardman Jens Voigt              | Arturas Kasputis Gilles Maignan      | Frédéric Guesdon Bradley McGee        |
| 2000 | László Bodrogi Daniele Nardello        | Marco Pinotti Rubens Bertogliati     | Frédéric Finot Anthony Langella       |
| 2001 | Jonathan Vaughters Jens Voigt          | Fabian Cancellara Michael Rogers     | Bart Voskamp Remco van der Ven        |
| 2002 | Jewgienij Pietrow Filippo Pozzato      | Jonas Olsson Gustav Larsson          | Christian Poos Andy Cappelle          |
| 2003 | Jean Nuttli Philippe Schnyder          | Benjamin Levecot Noan Lelarge        | Eugen Wacker Artem Botchkarev         |
| 2004 | Eddy Seigneur Frédéric Finot           | Benjamin Levecot Noan Lelarge        | Sandy Casar Carlos Da Cruz            |
| 2005 | Sylvain Chavanel Thierry Marichal      | Jurij Krywcow Erki Pütsep            | Dominique Cornu Jürgen Roelandts      |
| 2006 | Ondřej Sosenka Radek Blahut            | Denis Robin Cédric Coutouly          | Florent Brard Stéphane Bergès         |
| 2007 | Bradley Wiggins Michiel Elijzen        | Émilien-Benoît Bergès Denis Robin    | Gustav Erik Larsson Víctor Hugo Peña  |
| 2008 | Michael Tronborg Martin Mortensen      | Casper Jørgensen Michael Mørkøv      | Lieuwe Westra Jos Pronk               |
| 2009 | Nikołaj Trusow Artem Ovechkin          | Sergej Firsanov Aleksejs Saramotins  | Jewgenij Popow Aleksandr Porsew       |
| 2010 | Aleksandr Pljuszkin Artem Ovechkin     | Jérémy Roy Anthony Roux              | Nikita Novikov Dmitrij Ignatiew       |
| 2011 | Thomas Dekker Johan Vansummeren        | Jérémy Roy Anthony Roux              | Jens Mouris Martijn Keizer            |
| 2012 | Luke Durbridge Svein Tuft              | Alex Dowsett Luke Rowe               | Robert Vrečer Andreas Hofer           |
| 2015 | Victor Campenaerts Jelle Wallays       | Olivier Pardini Dimitri Claeys       | Martin Madsen Mathias Den Westergaard |
| 2016 | Luke Durbridge Svein Tuft              | Martin Madsen Lars Carstensen        | Johan Le Bon Marc Fournier            |
| 2017 | Anthony Delaplace Pierre-Luc Périchon  | Mikkel Bjerg Mathias Norsgaard       | David Boucher Timothy Stevens         |
| 2018 | Martin Toft Madsen Rasmus Quaade       | Emil Vinjebo Casper Folsach          | Bruno Armirail Jérémy Roy             |
| 2019 | Mathias Norsgaard Rasmus Quaade        | Christophe Laporte Anthony Perez     | Patrick Gamper Matthias Brändle       |